# Роско, Алан
Алан Роско (англ. Alan Roscoe; 23 августа 1886 — 8 марта 1933) — американский актёр кино эпохи немого кино и первых лет звукового кино.

## Биография
В период времени с 1915 по 1933 год снялся в 108 фильмах.
Был женат на звезде фильма «Последний из могикан» Барбара Бедфорд.
Умер 8 марта 1933 года и был похоронен на кладбище Форест-Лоун—Глендейл.